# Anton Kugler
Anton Kugler (* 28. März 1898 in Nürnberg; † 2. Juni 1962), auch „Toni“ gerufen, war ein deutscher Fußballspieler und -trainer.

## Spielerkarriere

### Vereine
Mit 13 Jahren trat Anton Kugler 1911 in die Jugendabteilung des 1. FC Nürnberg ein. Bereits 1914 kam er zu Einsätzen in der Seniorenmannschaft. Er spielte zunächst in der Läuferreihe des „Clubs“, ehe er zu Beginn der 20er-Jahre auf den Platz für den durch eine Knieverletzung ausscheidenden Johann Steinlein in der Verteidigung rückte. Beim ersten Meisterschaftsgewinn nach dem Ersten Weltkrieg, im Jahre 1920, beim 2:0-Erfolg gegen den fränkischen Lokal-Rivalen SpVgg Fürth, spielte er rechter Läufer. Ab der Titelverteidigung im Jahre 1921 durch den 5:0-Sieg gegen Vorwärts Berlin, hatte er an der Seite des Schweizers Gustav Bark seinen Stammplatz auf der linken Verteidigerposition. Nach dem Ausscheiden von Bark bildete er mit Luitpold Popp das Verteidigerpaar der Franken. Der drahtige Lockenkopf bestach durch ein hervorragendes Stellungs- und Kopfballspiel. Auch Schnelligkeit und Schlagsicherheit zeichneten den zuverlässigen Verteidiger aus. „Toni“ Kugler war aktiv in den zwei Finalspielen des Jahres 1922 gegen den Hamburger SV. Im zweiten Endspiel am 6. August erlitt er eine schwere Verletzung und schied vorzeitig aus. Mit der Vertretung von Süddeutschland gewann er am 17. Februar 1924 mit einem 4:2-Erfolg gegen Norddeutschland den Bundespokal der DFB-Landesverbände. Mit Nürnberg gewann er in der Runde 1923/24 den süddeutschen Pokal. Am 29. Mai 1932 bestritt der 34-Jährige Routinier sein letztes Endrundenspiel. In Mannheim verlor der „Club“ mit 0:2 Toren gegen den späteren Deutschen Meister, FC Bayern München. Kugler absolvierte 26 Endrunden-Spiele und wird mit insgesamt 668 Einsätzen für den 1. FC Nürnberg registriert.

### Nationalmannschaft
Am 1. Januar 1923 bei der 1:3-Niederlage in Mailand gegen Italien debütierte Anton Kugler in der A-Nationalmannschaft. Ein Jahr darauf folgte am 19. Januar 1924 in Nürnberg sein zweiter Einsatz in der Länderelf. Die Kombination Nürnberg-Fürth besiegte mit 4:3 Toren die Nationalmannschaft Österreichs. Der Verteidiger blieb auch die nächsten zwei Länderspiele gegen die Nationalmannschaft der Niederlande und Norwegens im DFB-Team. Es folgte am 23. November sein viertes Länderspiel im Jahr 1924. In Duisburg verlor Deutschland mit 0:1 Toren gegen die Nationalmannschaft Italiens. Nach einer dreijährigen Pause berief ihn Reichstrainer Otto Nerz für das Heimspiel gegen Norwegen am 23. Oktober 1927 erneut in die Nationalmannschaft. In Altona gewann die Mannschaft um Spielführer Hans Kalb mit 6:2 Toren. Mit seinem siebten Einsatz am 20. November 1927, beim 2:2 in Köln gegen die Niederlande, endete die Karriere von Kugler in der Nationalmannschaft.

## Erfolge
- Deutscher Meister 1920, 1921, 1924, 1925

## Trainerkarriere
Der bereits in der „Club“-Jugend als Trainer tätige „Toni“ Kugler übernahm zur Runde 1932/33 als Nachfolger von Jenő Konrád die Trainingsleitung beim 1. FC Nürnberg. Zur Winterpause 1933/34 wurde er von Alfréd Schaffer abgelöst. Danach trainierte er Borussia Fulda. Von 1935 bis 1945 war der gelernte Goldschläger als Sportlehrer in Berlin tätig. Während der Weltkriegsjahre 1942–1944 trainiert er den Gauligist Post-SG Danzig. Der Danziger Altnationalspieler Kurt Ehrmann lobte noch im Jahr 2006 die Qualität des Trainers Kugler. Nach dem Zweiten Weltkrieg fungierte „Toni“ Kugler, der sein gesamtes Hab und Gut bei einem Bombenangriff in Berlin verloren hatte, als Trainer beim 1. FC Normannia Gmünd, bei Hamborn 07 und Wormatia Worms. Ende 1952 wurde er beim Oberligisten 1. FC Nürnberg Nachfolger von Alv Riemke und beendete die Saison auf dem neunten Platz. Im April 1954 verabschiedete er sich mit dem vierten Platz vom großen Fußball.

## Stationen

### Als Spieler
- 1914 bis 1932: 1. FC Nürnberg

### Als Trainer
- 1932 bis 1933: 1. FC Nürnberg
- 1934 bis 1935: Borussia Fulda
- 1942 bis 1944: Post-SG Danzig
- 1946 bis 1948: 1. FC Normannia Gmünd
- 1948 bis 1949: Hamborn 07[1]
- 1949 bis 1952: Wormatia Worms
- 1952 bis 1954: 1. FC Nürnberg

## Sonstiges
Der 1. FC Nürnberg hat zu Saisonbeginn 2006/07 als erster Bundesligaverein 35 Stadionblöcke seines Stadions nach berühmten und verdienten Spielern benannt; der Block 13 wurde nach Anton Kugler benannt. Bei einem Umbau im Frühjahr 2010 wurde dieser Block aufgelöst, und die Widmung wurde auf Block 28 übertragen.